# 1895年香港
|        | 香港歷史 \| 香港歷史年表                                                                                                   |
| 世紀： | 18世紀香港 \| 19世紀香港 \| 20世紀香港                                                                                     |
| 年代： | 1860年代香港 \| 1870年代香港 \| 1880年代香港 \| 1890年代香港 \| 1900年代香港 \| 1910年代香港 \| 1920年代香港               |
| 年份： | 1891年香港 \| 1892年香港 \| 1893年香港 \| 1894年香港 \| 1895年香港 \| 1896年香港 \| 1897年香港 \| 1898年香港 \| 1899年香港 |
| 紀年： | 乙未年（羊年）、香港開埠54周年                                                                                             |

## 大事記
- 1月11日，羅馬教廷委任和主教出任香港天主教代牧區代牧。[1]
- 1月20日，天文台錄得最高氣溫、日平均氣溫、最低氣溫分別為11.1℃、8.9℃、7.2℃，是有紀錄以來最寒冷的「大寒」。[2]
- 1月26日，孫中山從檀香山返港。[3]
- 1月29日，當局正式廢除公開行刑制度，兩劫犯判絞刑，在維多利亞監獄內執行。[3]
- 2月21日，孫中山等在香港成立興中會總會，總部設在中環士丹頓街13號，以經營貿易的商號稱作「乾亨行」。[4]
- 3月1日，德商捷成洋行在香港成立。[3]
- 4月10日，鼠疫再次在港流行。[3]
- 5月29日，頒佈《取締穿着軍服條例》，嚴禁非軍役人員穿着英軍制服，舞台演出者除外。[3]
- 6月1日，當局委任警察隊隊長梅含理兼任消防隊監督。[3]
- 7月，英廷指令港府應以每年總收入的17.5%作為駐港英軍費用。[3]
- 8月27日，港府下令封閉乾亨行。[4]
- 10月27日，廣州起義計劃洩漏，孫中山從廣州逃出經澳門回香港。[3]
- 11月1日，清政府要求港英政府引渡孫中山。[3]
- 11月2日，孫中山離港赴日本。[3]
- 本年：
  - 政府財政收入為249萬港元，支出297萬。[3]
  - 總人口為248,498人，外國人佔10,828名。[3]